# 2012年アメリカ在外公館襲撃事件
2012年アメリカ在外公館襲撃事件（2012ねんアメリカざいがいこうかんしゅうげきじけん）は、アメリカ合衆国で作成された映画"Innocence of Muslims"（イノセンス・オブ・ムスリム）がイスラム教を侮辱するものとして、これに抗議するためエジプトやリビアなどアラブ諸国のアメリカの在外公館が2012年9月11日以降、次々に襲撃された事件である。一連の襲撃事件で、在リビアのアメリカ領事館ではクリストファー・スティーブンス駐リビア大使ら4人が殺害された。公務中のアメリカ大使が殺害されるのは、1979年に駐アフガニスタン大使だったアドルフ・ダブスが殺害されて以来のことであった。
エジプト、リビアを発端とした反米デモは他のイスラム諸国にも波及することとなった。またスーダンでは、批判の対象はアメリカだけではなく、イギリスやドイツなどといったヨーロッパ諸国にも向けられた。各国の治安部隊が在外公館への侵入を許したことは、2010年末からのアラブの春により強権体制が崩壊した影響で、治安維持能力が低下したことを浮き彫りにした。

## 背景
2011年、アメリカにおいてイノセンス・オブ・ムスリムという映画が作成される。この映画のうち約14分間の動画が2012年7月、YouTubeに投稿され、その中では預言者ムハンマドが残酷な殺人者であり、また子どもに性的ないたずらを行う、女性関係が派手な好色な人物であると描写されていたほか、ムハンマドを嘘つきとする場面も含まれていた。当初、アメリカ国内では話題にならなかったが、この映像のアラビア語版がイスラム社会でもテレビで取り上げられ、イスラム教においてムハンマドの姿を描くことは禁じられている上、あまつさえイスラム教を侮辱しているとも取れる内容であったため、イスラム教徒を大きく憤慨させることとなった。

### 映画を作成した人物
イノセンス・オブ・ムスリムはアメリカ在住のエジプト人のキリスト教系コプト教徒や、2010年にイスラム教の聖典であるクルアーンを燃やすなど過激な行動で知られるフロリダ州のテリー・ジョーンズ牧師らによって作成され、カリフォルニア州で約3ヶ月をかけて撮影された。当初はアメリカとイスラエルの二重国籍を持つ実業家サム・バシルがユダヤ人から500万USドル（約3億9000万円）の寄付金を募りプロデュースしたとされていたが、のちにカリフォルニア州ロサンゼルス在住のコプト教徒ナクラ・バスリ・ナクラが製作者であり、バシルとはナクラが使っていた偽名である可能性が高いとされている。9月15日未明には連邦保護観察当局の任意聴取を求められ、協力的に応じていると報道された。アメリカ国内の法律では、襲撃事件を起こした件についてナクラや協力者の罪は問えないとされている。

## 事件の推移

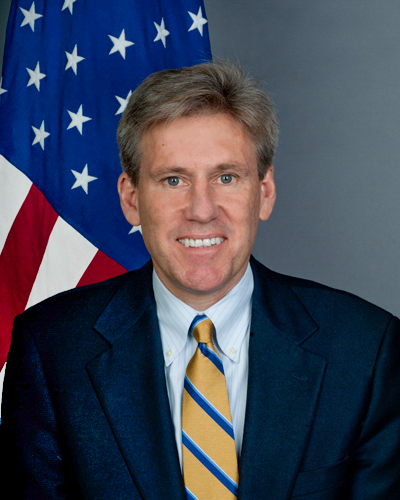
ベンガジでの攻撃で殺害されたクリストファー・スティーブンス大使

### エジプト
Facebookなどで映画の内容に対する抗議活動が呼びかけられ、2012年9月11日夜、エジプトの首都カイロにあるアメリカ大使館を3000人の群衆が襲った。大使館の壁面に反米スローガンがスプレーで書かれたほか、数十人の若者が壁をよじ登り敷地内に侵入。掲げられていた星条旗を引きずり下ろして火をつけ燃やし、代わりにイスラム系武装組織の旗に似ている黒い旗が掲げられた。カイロでの騒動では死者や負傷者は出なかったとされる。
エジプトは2011年の革命を経て2012年に民政移管を果たしており、表現の自由と民主主義という概念にどう対応していくのか問われる事件ともなった。この点に関して、エジプトのムハンマド・ムルシー大統領は、「表現の自由、抗議の自由、意見表明は保障されるが、私有・公有の財産や外国の外交使節・公館を攻撃することは許されない」と述べ、大使館に対する攻撃について批判している。
9月15日、エジプトのヒシャーム・カンディール首相は、エジプトの抗議運動参加者のうち何人かが報酬を受け取ってデモに参加していたと供述していることを明らかにした。また、エジプトの大使館に対する抗議運動は警官隊の出動により15日には沈静化した。

### リビア
2012年9月11日、リビアの東部ベンガジにあるアメリカ領事館にイスラム厳格派「サラフィスト」などを中心とした2000人が押し寄せ、反米スローガンを展開した。そして同日午後10時頃、武装した集団が領事館への攻撃を開始し、ロケット弾や自動小銃を乱射しながら領事館を囲むコンクリート壁によじ登るなどして敷地内に侵入。放火や略奪を行い、ロケット弾を領事館に撃ちこんだ。また領事館の近くにある農場からも携行式ロケット弾が発射された。このとき地元の治安当局が領事館の警備を行っていたが、僅か15分で突破され建物内への侵入を許した。
事件当時、領事館にはショーン・スミス外交官と保安職員1名、それにたまたま首都トリポリにある大使館から出張してきたクリストファー・スティーブンス米大使の3人がいた。領事館内には緊急時に備えて鉄製の格子で守られたセーフルームが設けられており、3人は咄嗟にセーフルームに逃げ込んだが、群衆が建物に放火したことで煙に巻かれる事態となった。
一方、領事館から約1マイル離れたCIA施設には、施設の警備等を担当するGRS（Global Response Staff）6名が駐在しており、GRSが領事館に閉じ込められた3人の救出に向かった。そしてスミス外交官と保安職員を館内から救出したが、スミス外交官はすでに煙により窒息死していた。またスティーブンス大使は発見できなかったが、リビア市民によって意識を失っている大使の姿が撮影されている。スティーブンス大使は市民により病院に運ばれたが死亡が確認された。死因は煙の吸引による窒息死と報告されている。
その後、GRSは救出した保安職員と共にCIA施設に避難したが、武装勢力はCIA施設に対しても大規模な襲撃をかけた。これにより、応戦に当たっていた保安職員2名（前述したGRSの1名と在トリポリ米大使館から駆けつけた増援の1名）が武装勢力の砲撃により死亡し、GRSの１名が腕に重傷を負った。
この事件について、9月13日、アメリカ国務省長官ヒラリー・クリントンは、死亡した2名が米海軍特殊部隊Navy SEALsの元隊員であるタイロン・S・ウッズとグレン・ドハティであると公式に認めた。また、9月13日にはリビア当局により容疑者数人を逮捕したことが発表され、9月16日までに逮捕者は50人にのぼった。この事件は事件直後からアルカーイダなどの関与が疑われるなど、計画されていたテロ事件であったとの見方がある。
なお、ショーン・スミス外交官はオンラインゲームEVE Onlineでは知られたプレーヤーだった。事件当夜もゲーム仲間とチャット中で、「…今夜、僕らが死ななければの話だけど。領事館を警備する『警察』の1人が写真を撮っているのを見かけた」と送信したという。「GUNFIRE（銃声だ）」というメッセージを最後にオフラインとなり、それきり戻ってこなかったという
。
また在トリポリ米大使館からの増援には、デルタフォース隊員のDavid R. Halbrunerが参加。その功績により殊勲十字章を受勲された。

### イエメン
エジプトとリビアでの事件から2日後の9月13日、イエメンの首都サナアにあるアメリカ大使館に、映画の内容に抗議する数百人のデモ隊が突撃。大使館の警備室の窓ガラスをいくつか割り、正面から敷地内に侵入した。外交車両に次々と放火し、治安部隊による放水と威嚇射撃によって排除され大使館から100メートル後方の地点まで後退したが再び侵入を試み、警官隊も発砲や催涙弾で応戦した。この結果、最初の襲撃でデモ参加者1人が治安部隊の発砲により射殺されるなど、死者4名、負傷者は34名にのぼった。

### スーダン
首都ハルツームでは9月14日、ドイツの大使館がイスラム主義組織のメンバーら約5000人に襲撃される。映画批判に加え、ドイツで8月にムハンマドの風刺画を使った極右勢力によるデモが当局に許可されたことへの抗議も含まれていた。大使館は放火され、治安部隊との衝突でデモ隊1人など少なくとも2人が死亡した。

### その他への飛び火

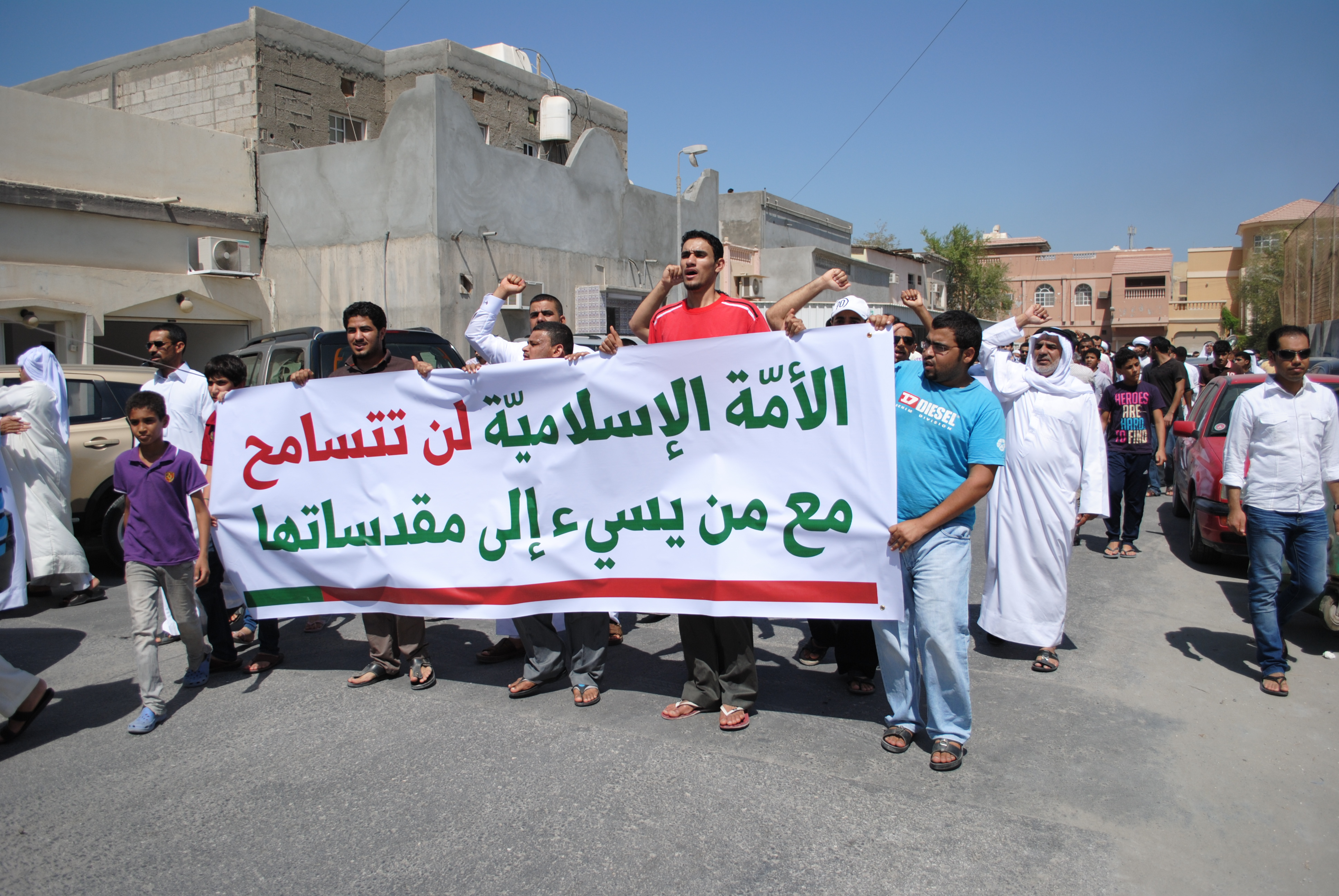
バーレーンでの抗議活動

#### 中東・アフリカ
- イラク - 9月13日、反米強硬派ムクタダー・アッ＝サドルの拠点である、バグダード東部サドルシティーで反米デモが発生[25]。
- ヨルダン - 9月14日に反米デモが発生[2]。
- クウェート - 9月13日、首都クウェートのアメリカ米大使館近くに約500人のデモ隊が集まり、米大使追放などを訴える[31]。
- レバノン - 9月13日、北部トリポリにデモ隊約200人が集結し、反米スローガンを訴え星条旗を燃やす[31]。9月14日にはアメリカ系ファーストフード店が襲撃を受けた[2]。
- シリア - 9月14日、ダマスカスで閉鎖されたシリア駐在米大使館付近で反米抗議活動[32]。
- チュニジア - 9月12日に首都チュニスにあるアメリカ大使館に50人が集まり星条旗を燃やす[33]。9月14日には再び大使館に侵入され、星条旗が燃やされ[2]、治安部隊と衝突しデモ隊2人が死亡[30]。
- トルコ - 9月16日、米大使館前でデモ隊が星条旗を燃やす[34]。

#### アジア
- アフガニスタン - 9月14日に反米デモが発生。東部ナンガハル州で民衆がデモ行進[35]。
- バングラデシュ - 9月14日に反米デモが発生。首都ダッカにあるアメリカ大使館前で星条旗が燃やされた[30]。
- インドネシア - 9月14日に反米デモが発生[2]。
- インド - 9月14日、北部ジャンムー・カシミール州で1万5000人以上による反米デモが発生。南部チェンナイにある米領事館は投石により窓ガラスが破壊される[30]。
- イラン - 9月13日、首都テヘランにてアメリカの利益代表を務めるスイス大使館の前に学生500人が集まり反米スローガンを掲げ、星条旗を燃やす<反米スローガンを掲げ、星条旗を燃やす[25]。
- モルディブ - 9月15日、モルディブにも広がった[36]。
- マレーシア - 9月14日に反米デモが発生[2]。
- パキスタン - 9月14日、首都イスラマバードなど主要な都市で星条旗が燃やされるなど抗議活動が発生[35]。

#### ヨーロッパ
- ベルギー - 9月15日、アントワープで数百名が反米スローガンを叫び星条旗を燃やす。警察の介入により暴動に発展し約120名逮捕[37]。
- フランス - 9月15日夕、パリの米大使館近くやフランス内務省付近で反米デモ。デモの届出が無かったとして約100人を拘束[38]。
- イギリス - 9月16日、ロンドン米大使館前で約350人が反米デモ[34]。

#### オセアニア
- オーストラリア - 9月15日にシドニーの米領事館前で約500人が抗議活動[36]。

## 反響

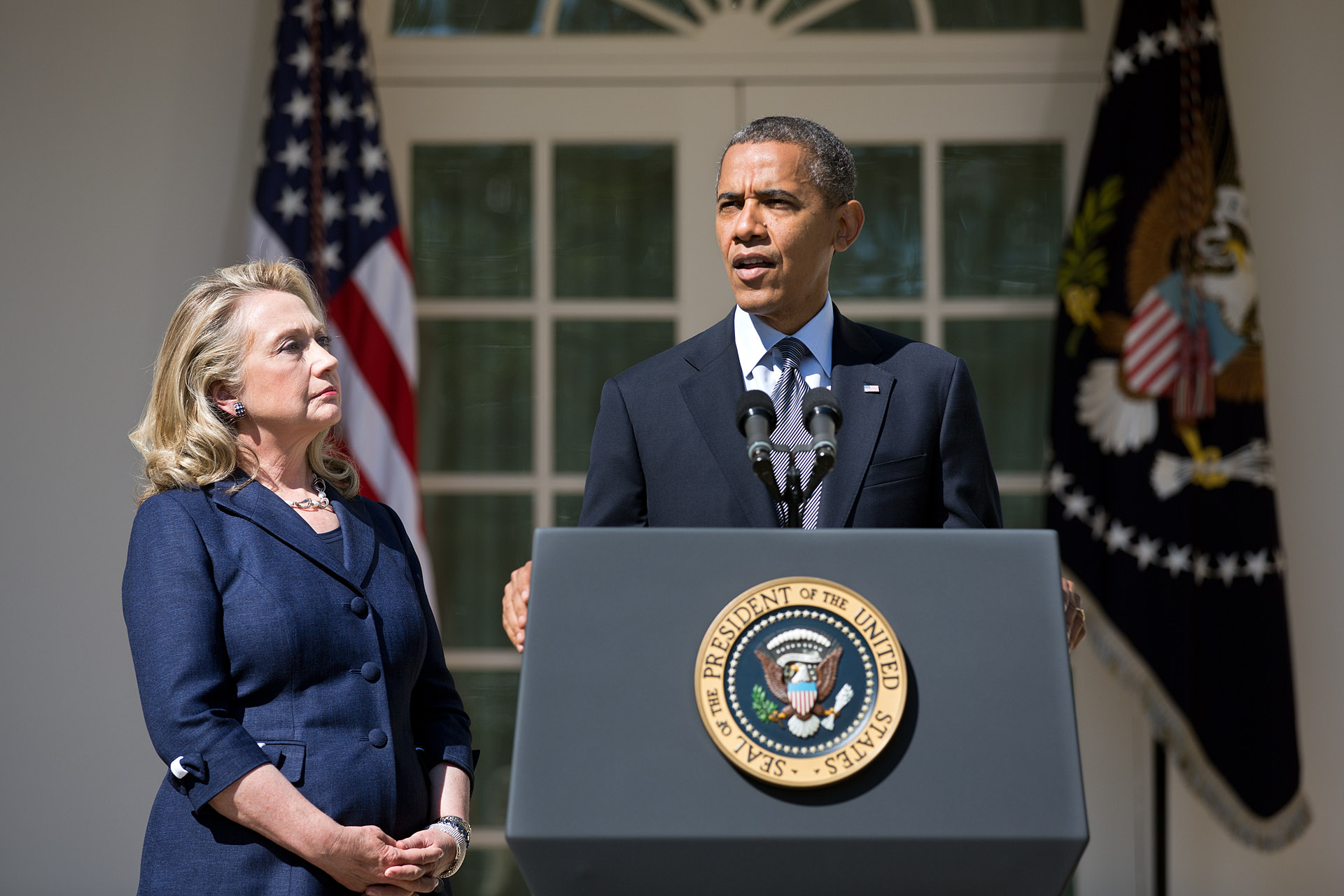
2012年9月12日、ベンガジでの事件について声明を発表するアメリカのオバマ大統領。左はクリントン国務長官。

事件を受け、アメリカのバラク・オバマ大統領は各国に駐在するアメリカ外交官らの警備を強化するよう指示。またリビアにおいてスティーブンス大使らが殺害された事件について、常軌を逸していると非難する声明を発表した。リビアとの関係は変わらないとする一方、リビア政府とともに犯人に裁きを下すと宣言した。9月12日にはワシントンにある国務省の南庭で追悼集会が行われ、オバマ大統領やヒラリー・クリントン国務長官、同省の職員数百人が参加した。
また、この事件は投票を2ヶ月後に控えていた2012年アメリカ合衆国大統領選挙にも影響を与え、共和党候補のミット・ロムニー前マサチューセッツ州知事は事件を非難しつつオバマ政権の対応を批判。11日の襲撃後にカイロのアメリカ大使館が謝罪を行ったことは襲撃を行った者たちへの共感を示したに等しいと主張したが翌12日に実際には襲撃前にエジプト世論に配慮し行った謝罪声明であり事実関係が異なっていることが発覚し、オバマ陣営がロムニーに反論を加えるなど舌戦を繰り広げた。
9月12日にはアメリカ海兵隊が対テロ部隊約50人をヨーロッパからリビアに移動させ、アメリカ在外公館の安全強化を図った。北大西洋条約機構（NATO）のアナス・フォー・ラスムセン事務総長もこうした暴力は正当化されないとして事件を非難した。
リビア制憲議会議長で元首格のムハンマド・ユースフ・エル＝マガリエフはアメリカに対し事件について謝罪。リビアのムスタファー・アブーシャーグール副首相は、Twitterでアメリカ、リビア、そして全ての自由な人々に対する攻撃を非難するとの声明を発表。リビア政府はベンガジでの事件の背景に、旧カダフィ政権の残党が関与している可能性を指摘した。
映画作成に関わったジョーンズ牧師は、映画はイスラム教徒を攻撃する目的で作成したのではなく、イスラム教の破壊的なイデオロギーを明らかにするためだったとの声明を発表した。また映画をプロデュースしたバシルはこれは宗教映画ではなく、イスラム教の偽善を明らかにするための映画と主張、イスラムは癌であるとの持論を展開した。
イスラム世界ではエジプトのイスラーム原理主義組織ムスリム同胞団が金曜礼拝の行われる9月14日に「平和的なデモ」を行うよう呼びかけ、これに応じて同日午後カイロで行われた抗議デモには、ムスリム同胞団やサラフィー主義者だけでなく、コプト・司祭も参加した。
反発はチュニジアやレバノンなど他のイスラム圏にも広がり、同様の騒乱がエジプトやリビア以外にも広がることも懸念された。
9月12日、YouTubeは問題の映像をリビアとエジプトで一時的にアクセス制限したと発表した
。
2013年４月、アメリカ海兵隊は中東地域の米国在外公館や在外米国人の保護を担うSPMAGTF-CR-CCを創設。
同年5月2日には米連邦捜査局が本事件に関わった可能性のある、襲撃当時現場にいてその後立ち去った身元の分からない男3人の写真を「情報を求める」として公開した
。2014年1月アメリカ上院情報特別委員会は、事件に対して、既に分かっていた治安対策不足に対応していれば回避できたとする報告を行い、未然の事件予防の欠如を指摘した。6月には、アメリカ国防総省の報道官が、特殊部隊とFBIによる作戦でベンガジ近郊において事件の首謀者と目されているアンサール・アル＝シャリーア主導者のアハメド・アブカタラを拘束したと発表された。